# Isabelle Bournier
Isabelle Bournier (née le 12 juillet 1963) est une historienne française, directrice des affaires culturelles et de l'éducation au musée du Mémorial de Caen et autrice de livres documentaires, notamment sous la forme de bandes dessinées.

## Biographie
Isabelle Bournier a étudié l'histoire de l'art à l'université de Caen. Elle devient une spécialiste de l'histoire du débarquement de Normandie.
Isabelle Bournier a publié plusieurs livres illustrés avec Jacques Tardi (14 - 18, des hommes dans la Grande Guerre, 2008), Jacques Ferrandez (Des hommes dans la guerre d'Algérie, 2014), Philippe Jarbinet (Les hommes du jour J 2014) et Sébastien Corbet (La première guerre mondiale en bande dessinée, 2020).
Isabelle Bournier a écrit les textes historiques de plusieurs albums de la série pédagogique De reportages van Lefranc, à savoir Le Mur de l'Atlantique (2011), Le Débarquement (2014), La Bataille des Ardennes (2014), La Chute du Troisième Reich (2015 ) et La Bataille du Pacifique (2016).

## Récompenses
- 2011 : Prix Sorcières Catégorie documentaires : Des hommes dans la guerre d'Algérie, Isabelle Bournier, illustré par Jacques Ferrandez, Casterman